# انجمن بین‌المللی جامعه‌شناسان بدون مرز
انجمن بین‌المللی جامعه‌شناسان بدون مرز (Sociologists Without Borders SSF) در سال ۲۰۰۱در مادرید تأسیس شد. این انجمن یک سازمان غیردولتی است که در پی توسعه یک جامعه‌شناسی جهان نگر می‌باشد و فعالیت‌هایش در زیر عنوان جامعه‌شناسی عمومی صورت می‌گیرد.
این انجمن دارای نمایندگی‌هایی در برزیل SSF-Brazil، شیلی ، ایتالیا  اسپانیا  و آمریکا  و اخیراً در ایران  و کانادا  است.
بخش‌های اسپانیایی و آمریکایی دارای اعضای بین‌المللی هستند. هر یک از نمایندگی‌ها دارای نشست‌های منظم بوده و در کنفرانس‌های ملی نیز مشارکت می‌کنند. همچنین این انجمن دارای نشریه مؤثری در انتشارات بریل می‌باشد. نشریه بین‌المللی این سازمان نیز بنام خبرنامه به زبان انگلیسی است.
هدف آموزشی این انجمن توسعه یک امکان آموزش جامعه شناختی در یک منظر جهانی است. تصویر [معرفت شناختی] شناخت‌شناسی این انجمن نیز عبارت از حقوق بشر و محصولات جمعی (شامل منابع طبیعی پایدار و دموکراسی مشارکتی) است که هردو بعد دارای مفهوم مشترکی هستند.
این انجمن به عنوان ترکیبی از جامعه شناسان در پی توسعه حقوق بشر از طریق کار در اجتماعات، جوامع، مراکز کار و دیگر نهادهای اجتماعی است. این جامعه‌شناسان به تعقیب حقوق مربوط به اشتغال، تأمین اجتماعی، آموزش، مسکن، امنیت غذایی، خدمات بهداشتی، فرهنگی، نژادی، دینی و یک ترجیح هویتی و جنسی هستند. حقوق بشر در عین حال شامل برابری جنسیتی و این اصل است که گروه‌های آسیب‌پذیر شامل کودکان، سالخوردگان، ناتوانان، اقلیت‌های نژادی و قومی تحت ستم، مهاجران و مردم بومی نیازمند حمایت‌های خاص هستند. این اصول برگرفته از اعلامیه جهانی حقوق بشر (۱۹۴۸) می‌باشد که «شان جدایی ناپذیر» و «حقوق برابر همه اعضای خانواده انسانی» را در پیمان نامه‌های مختلف آموزشی، علمی و فرهنگی سازمان سازمان ملل و منشور فرهنگ، به رسمیت می‌شناسد.
حقوق بشر با توسعه و حمایت ار محصولات مشترک (جمعی)، شامل محیط زیست پایدار، حکومت و قوانین شفاف، منابع طبیعی، تورهای اطلاع‌رسانی و اینترنتی، تجارت مشروع، حاکمیت غذا (حقوق کشاورزان و ماهیگیران برای مدیریت منابع خود) و دموکراسی مشارکتی محقق می‌شود. در واقع حقوق بشر خود از محصولات مشترک محسوب می‌شود زیرا آن‌ها همه شمول و غیرقابل تقسیم هستند.
چاچوب این سازمان آرمان‌شهرگونه است و جامعه شناسان بدون مرز بر این باورند که این رویکرد در جهان پر از بحران ما نظیر جنگ، نزاعهای شهری، منابع طبیعی کاهنده، بیماریهای واگیردار شکاف‌های روبه رشد اقتصادی بین جنوب و شمال درجهان، ضروری است. آنچه که این نگرش خوش‌بینانه را ایجاد کرده و سبب تأکید جامعه شناسان بدون مرز می‌شود این است که در سراسر جهان همبستگی و وابستگی متقابلی وجود دارد و بیشتر از قابلیت‌ها و منابع غنی مردم عادی بهره می‌گیرد تا از دولت‌های ملی.
بخش ایران
بخش ایرانی انجمن جامعه شناسان بدون مرز (SSF-Iran) از سال ۲۰۰۷ تأسیس و تاکنون فعالیت‌های مختلفی را سامان داده‌است. آدرس اینترنتی این انجمن دارای منابع متعدد فارسی و انگلیسی است. 